# Christenlehre
Christenlehre ist ein Begriff für kirchlichen Religionsunterricht, der, abgesetzt von Gottesdienst und schulischem Religionsunterricht, vom Pfarrer oder einem Katecheten erteilt wurde. Der Begriff wurde auch in der katholischen Kirche benutzt, aber durch lutherische Theologen im 19. Jahrhundert besonders gefasst und erlebte vor allem im Bereich der ehemaligen Deutschen Demokratischen Republik seine größte Blüte, nicht zuletzt durch die pädagogische Zeitschrift Die Christenlehre. Es handelt sich dabei grundsätzlich um Religionsunterricht, der je nach Region an Kinder und Jugendliche in unterschiedlichen Altersgruppen erteilt wird.

## Geschichte
In der katholischen Kirche wurde zu bestimmten Anlässen, wie Prozessionen und Wallfahrten „Christenlehre“ erteilt. Schon der Begriff verrät, dass es sich dabei um eine dogmatische und moralische Unterweisung handelte, mithin die Lehre des Christentums entfaltet wurde.
Im 19. Jahrhundert nahmen lutherische Geistliche mit Nähe zur Inneren Mission (Gerhard von Zezschwitz, Willibald Beyschlag) den Begriff auf und schufen damit eine Form der kirchlichen Bildungsarbeit.
1948 gründete Herwig Hafa die Zeitschrift Die Christenlehre.
In Westdeutschland bezeichnete der Begriff Christenlehre eine Veranstaltung im Anschluss an den Konfirmandenunterricht. 
In Württemberg haben u. a. die Kurse „Religionsunterricht für Erwachsene“ die „Christenlehre“ weitgehend abgelöst.

## Wichtige Vertreter der Christenlehre
In der DDR
- Walter Baltin

- Evangelische Hochschule Moritzburg
- Matthias Rößler
- Jörg Erb
- Dieter Reiher

Katholische Kirche
- Eberhard von Dienheim
- Vix pervenit (Enzyklika)
- Bruderschaft der Hl. Christenlehre unter Johann Michael Strickner